# ピーター・アレン (ジャーナリスト)
ピーター・アレン（Peter Allen、1946年2月4日 - ）はイギリス人ジャーナリスト、ラジオパーソナリティー。新聞記者としてジャーナリストのキャリアをスタートし、1970年代にラジオ業界へ。ラジオ放送局BBC Radio 5 liveでは、開局の1994年から同局に関わっている。
2015年8月6日に開かれた広島平和記念式典では、BBC Radio 5 liveで現地から生中継して被爆者の証言を伝えた。